# Libnotes (Neolibnotes) manni
Libnotes (Neolibnotes) manni is een tweevleugelige uit de familie steltmuggen (Limoniidae). De soort komt voor in het Australaziatisch gebied.